# 浅野いにお
浅野 いにお（あさの いにお、1980年9月22日 - ）は、日本の漫画家、イラストレーター、作詞家。

## 経歴

### 幼少期・学生時代
茨城県石岡市出身。地元の原風景は畑と工場、トラックを通すための大きな道路で“無機質な田舎”だと言う。
インドアな子供で大勢で外で遊ぶより1人で絵を描くことが好きだった。幼い頃は車や恐竜を描いており、小学校4・5年生の頃は同級生の影響で『ファイナルファンタジー』の戦闘シーンを描いていた。『トランスフォーマー』の変形ロボット玩具も好きで、その玩具自体で遊ぶだけでなく自分で紙に描き折って変形するなどの遊び方もしていた。
小学生時代は6歳上の姉の持っていた漫画や本を主に読んでおり、初めてインパクトを受けた漫画は『ハイスクール!奇面組』（新沢基栄）。他には『ドラえもん』のコミックスや図鑑、1980年代の終わりに放送されていたアニメ『ゲゲゲの鬼太郎』が好きで『鬼太郎の天国と地獄』をよく読んでいた。漫画はリアルタイムのものは読んでいなかった。BB戦士とミニ四駆のブームだった小学3年生の頃はそれらを取り上げていた『コミックボンボン』と『コロコロコミック』の2誌を習慣として買ってもらっていた。小学校高学年になると『週刊少年ジャンプ』を読むようになる。『ドラゴンボール』のような看板作品の他、『珍遊記』（漫☆画太郎）、『王様はロバ』（なにわ小吉）などの不条理漫画に惹かれた。姉の影響で『伝染るんです。』（吉田戦車）もよく読んでいた。その後の『ストリートファイターII」のブームの頃に買った『ファミコン通信』に衝撃を受けた。同誌で後に多大な影響を受ける桜玉吉の漫画を知る。『しあわせのかたち』の他、「コミックビーム」の『防衛漫玉日記』『幽玄漫玉日記』に影響を受けた。中学生時代は『ファミ通』の他、『VOW』を愛読していた。
また、テレビっ子で『加トちゃんケンちゃんごきげんテレビ』やとんねるずの「仮面ノリダー」、『風雲！たけし城』などのバラエティ番組が好きだった。テレビの世界には進もうとは思わず、漫画家の方が現実的に目に映り、漫画の描き方を教える『キャプテン翼』の同人本を真剣に熟読していた。つけペンなどの漫画の専門的な画材は地元では手に入らなかったため、ノートに鉛筆やボールペンで漫画を描いていた。中学生になるとつけペンを手に入れて漫画を描くようになる。当時は漫画家よりトレンディドラマの主人公のような東京のサラリーマンに憧れていた。
音楽は小学生時代は姉が録音していた『ユニコーン』のアルバムを、中学生時代からは自分の小遣いでCDを買うようになり、格闘ゲームのCD『餓狼伝説スペシャル』、バンドだと『JUDY AND MARY』をよく聴いていた。
地元のヤンキー文化に馴染めず、学区外のつくば市の高校（公立共学校）に進学。自由な校風で友達にも恵まれた。ヘヴィメタルのコピーバンドのベースをしていた。中学の終わり頃に『東京大学物語』（江川達也）でスピリッツを知る。高校時代は、友人の影響でアングラな漫画や音楽に触れ『ガロ』を読み始める。古屋兎丸、岡崎京子、よしもとよしともの漫画が好きだった。岡崎京子の漫画だと短編集『チワワちゃん』に特に影響を受けた。この頃から勉強をしなくなり、ひとつの授業の間に4コマ漫画を最低一本描くことをしていた。

### デビュー以後
高校2年生の春休みに描いた4頁のギャグ漫画『菊地それはちょっとやりすぎだ‼︎』（浅野いにを名義）が『ビッグコミックスピリッツ増刊Manpuku!』（小学館）に山本直樹の代原として掲載され、持ち込みからわずか1週間でデビューした。しかし周りの反応は薄かった。「漫画は所詮子供の読み物」という世間一般の認識に自分の「子供向けじゃない漫画」を世に知らしめようとアングラ雑誌ではなく商業誌『スピリッツ』での連載を目指す。高校3年生になると大学受験のため1年程漫画から離れた。
玉川大学文学部芸術学科（専攻︰情報デザイン）に進学。玉川大学を選んだ理由は『ファミ通』でエッセイ漫画を連載していた餅月あんこの出身校だと踏んだため。また、地元を離れ上京したいためとも語り、町田に住み始める。この頃からギャグ漫画ではなくストーリー漫画を描き始める。その後も何度か読切作品が掲載されるも、連載を持つまでの4年間は、編集者との衝突などから漫画家を続けていく自信を失ってしまいながらも自分の作風を模索する下積み時代を送る。浅野自身この時期を「なにをやっても虚しいしうまくいかない時期だった」と振り返っている。
2001年、『月刊サンデーGENE-X』（小学館）による第1回GX新人賞に『宇宙からコンニチハ』で入選、同年6月号に掲載。初の連載作品となる『素晴らしい世界』からデジタル作画に移行する。
『ソラニン』は宮﨑あおい主演により映画化され、2010年に公開された。
2014年、『ビッグコミックスピリッツ』（小学館）にて『デッドデッドデーモンズデデデデデストラクション』を連載。
2017年、『ビッグコミックスペリオール』にて『零落』を連載。
2018年、『マンガワン』にて『勇者たち』を連載。同年9月25日、同じく漫画家の鳥飼茜と9月13日に再婚したことを発表。浅野の希望で別居婚であった。2022年春に離婚した。また2018年12月から2019年1月、画業20周年を記念し、東京にて『浅野いにおの世界展』を開催。好評だったことから、9月に名古屋で開催。
2023年、『ビッグコミックスペリオール』にて『MUJINA IN TO THE DEEP』を連載。

## 人物・エピソード
- ペンネームの「いにお」は、手元にあった保険証の記号からとったもの。デビューの際に「超生命」というペンネームにしようとしたが、編集者にそれでいいのかと問われ、考え直して「いにを」にし、その後、「を」が「お」に誤植されるうちに「いにお」が定着した。「にいお」と間違えられることが多い[16]。
- 自身もバンド活動をするなど音楽に対する造詣が深い。
  - 読切シリーズの「素晴らしい世界」は中村一義の作品からの影響で描かれた章がある[17]。
  - でんぱ組.inc「あした地球がこなごなになっても」では作詞の他、ギターも演奏している。
- 短編作品を得意としており、オムニバスかつ叙情的な描写に定評がある[18]。
- 使用画材はタチカワペンのGペン。補充が大変だという理由から、その他の画材も世界堂とコンビニで揃うものしか使わない。背景はほぼ自身で撮りためた写真をphotoshopで加工して使っている[19]。『デッドデッドデーモンズデデデデデストラクション』では、登場する宇宙船の母艦や学校の教室、おんたんの部屋などを3DCGを制作し作画に取り入れている[20]。
- 生涯ベスト漫画に桜玉吉の「幽玄漫玉日記」を挙げている。
- 愛煙家で、いつも吸っている煙草の銘柄は「ラーク・マイルド」である。

## 作品リスト

### 連載作品
| 題名                                           | 開始   | 終了   | 出版社           | 掲載誌                                   | 刊行情報                             |
| ---------------------------------------------- | ------ | ------ | ---------------- | ---------------------------------------- | ------------------------------------ |
| 素晴らしい世界                                 | 2002年 | 2004年 | 小学館           | サンデーGX                               | 全2巻                                |
| ひかりのまち                                   | 2004年 | 2005年 | 小学館           | サンデーGX                               | 全1巻                                |
| 虹ヶ原ホログラフ                               | 2003年 | 2005年 | 太田出版         | QuickJapan                               | 全1巻                                |
| ソラニン                                       | 2005年 | 2006年 | 小学館           | ヤングサンデー                           | 全2巻                                |
| 日曜、午後、六時半。                           | 2006年 | 同年   | 小学館           | ビッグコミックスピリッツ                 | 短編集「世界の終わりと夜明け前」収録 |
| おやすみプンプン                               | 2007年 | 2013年 | 小学館           | ヤングサンデー、ビッグコミックスピリッツ | 全13巻                               |
| おざなり君                                     | 2008年 | 2011年 | ロッキング・オン | CUT                                      | 全1巻                                |
| うみべの女の子                                 | 2009年 | 2013年 | 太田出版         | マンガ・エロティクス・エフ               | 全2巻                                |
| デッドデッドデーモンズデデデデデストラクション | 2014年 | 2022年 | 小学館           | ビッグコミックスピリッツ                 | 全12巻                               |
| 零落                                           | 2017年 | 同年   | 小学館           | ビッグコミックスペリオール               | 全1巻                                |
| 勇者たち                                       | 2018年 | 同年   | 小学館           | マンガワン                               | 全1巻                                |
| MUJINA INTO THE DEEP                           | 2023年 |        | 小学館           | ビッグコミックスペリオール               | 既刊4巻                              |

### 短編作品
| 題名                                     | 出版社                 | 掲載誌                                          | 刊行情報 |
| ---------------------------------------- | ---------------------- | ----------------------------------------------- | --- |
| 菊池それはちょっとやりすぎだ!!           | 小学館                 | ビッグコミックスピリッツ1998/6/1増刊号Manpuku!  | 未刊行 |
| 3年3組脳先生                             | 小学館                 | ビッグコミックスピリッツ1998/9/17増刊号Manpuku! | |
| 理科                                     | 小学館                 | ビッグコミックスピリッツNo.47                   | |
| 卒業式地獄                               | 小学館                 | ビッグコミックスピリッツ2000/1/20増刊号Manpuku! | |
| 普通の日                                 | 小学館                 | ビッグコミックスピリッツ2000/6/1増刊号Manpuku!  | |
| 宇宙からコンニチハ                       | 小学館                 | サンデーGX2001年5月号                           | |
| 花火                                     | 小学館                 | イベント限定冊子「うらじぇねVol.1」             | 「素晴らしい世界 新装完全版」収録                                                                                   |
| デッド・スター・エンド                   | 小学館                 | イベント限定冊子「うらじぇねVol.2 ふゆじぇね」  | 「素晴らしい世界 新装完全版」収録                                                                                   |
| 脱兎さん                                 | 小学館                 | サンデーGX2002年2月号                           | 「素晴らしい世界」収録                                                                                              |
| 桜の季節（オリジナル版）                 | 小学館                 | 月刊サンデーGX2002年6月号                       | 「素晴らしい世界 新装完全版」収録                                                                                   |
| 愛のかたち                               | 小学館                 | イベント限定冊子「うらじぇねVol.3 らぶじぇね」  | 「素晴らしい世界 新装完全版」収録                                                                                   |
| HAPPY STORY                              | ボーダフォン           | ビー・ハッピィ                                  | 「素晴らしい世界 新装完全版」収録                                                                                   |
| アルファルファ                           | 小学館                 | 月刊サンデーGX2005年7月号                       | 「世界の終わりと夜明け前」に収録                                                                                    |
| 超妄想A子の日常と憂鬱                    | 小学館                 | 月刊サンデーGX2006年7月号                       | 「世界の終わりと夜明け前」に収録                                                                                    |
| 夜明け前                                 | 小学館                 | ビッグコミックスピリッツ増刊casual第14号        | 「世界の終わりと夜明け前」に収録                                                                                    |
| 休日の過ごし方                           | 小学館                 | ビッグコミックスピリッツ増刊casual第16号        | 「世界の終わりと夜明け前」に収録                                                                                    |
| 17                                       | 小学館                 | ビッグコミックスピリッツ増刊casual第17号        | 「世界の終わりと夜明け前」に収録                                                                                    |
| 素晴らしい世界 19th program              | 小学館                 | サンデーGX2008年8月号                           | 「世界の終わりと夜明け前」「素晴らしい世界 新装完全版」収録                                                         |
| 東京                                     | 小学館                 | ビッグコミックスピリッツ第40号                  | 「世界の終わりと夜明け前」に収録                                                                                    |
| 無題                                     | 小学館                 | 描き下ろし                                      | 「世界の終わりと夜明け前」に収録                                                                                    |
| 世界の終わり                             | 小学館                 | 描き下ろし                                      | 「世界の終わりと夜明け前」に収録                                                                                    |
| 時空大戦スネークマン                     | 小学館                 | 描き下ろし                                      | 「世界の終わりと夜明け前」に収録                                                                                    |
| ひまわり                                 | 小学館                 | 月刊!スピリッツ2010年5月号                      | 「Ctrl+T 浅野いにおWORKS」「Ctrl+T mini 浅野いにおWORKS」「浅野いにお短編集 ばけものれっちゃん/きのこたけのこ」収録 |
| はるよこい                               | 小学館                 | ビッグコミックスピリッツ2010年17号              | 「Ctrl+T 浅野いにおWORKS」「Ctrl+T mini 浅野いにおWORKS」収録                                                       |
| Planet                                   | 小学館                 | サンデーGX2010年8月号                           | 「素晴らしい世界 新装完全版」収録                                                                                   |
| 夏のにおいは魔法少女を二度殺す           | 小学館                 | 月刊!スピリッツ2011年12月号                     | 「浅野いにお短編集 ばけものれっちゃん/きのこたけのこ」収録                                                          |
| としのせ                                 | スクウェア・エニックス | 月刊ビッグガンガン2013年1月号                   | 「浅野いにお短編集 ばけものれっちゃん/きのこたけのこ」収録                                                          |
| D                                        | 小学館                 | 藤子・F・不二雄公式ファンブック「Fライフ 03」   | 「浅野いにお短編集 ばけものれっちゃん/きのこたけのこ」収録                                                          |
| きのこたけのこ                           | 小学館                 | 月刊!スピリッツ2014年2月号                      | 「浅野いにお短編集 ばけものれっちゃん/きのこたけのこ」収録                                                          |
| 誘蛾灯                                   | ジオラマブックス       | USCA2014年第3号                                 | 「浅野いにお短編集 ばけものれっちゃん/きのこたけのこ」収録                                                          |
| ばけものれっちゃん                       | スクウェア・エニックス | ヤングガンガン2015年No.4                        | 「浅野いにお短編集 ばけものれっちゃん/きのこたけのこ」収録                                                          |
| ふんわり男                               |                        | サントリー「ふんわり鏡月」ブランドサイト        | 「浅野いにお短編集 ばけものれっちゃん/きのこたけのこ」収録                                                          |
| ふんわり男（に、ふんわり女は、何を思う） |                        | サントリー「ふんわり鏡月」ブランドサイト        | 「浅野いにお短編集 ばけものれっちゃん/きのこたけのこ」収録                                                          |
| ふんわり男（に、ふんわり女は、何を思う） |                        | サントリー「ふんわり鏡月」ブランドサイト        | 「浅野いにお短編集 ばけものれっちゃん/きのこたけのこ」収録                                                          |
| 愛しの健吾                               | 河出書房               | 文藝別冊 総特集 花沢健吾                        | 「浅野いにお短編集 ばけものれっちゃん/きのこたけのこ」収録                                                          |
| さよならばいばい                         | 講談社                 | 週刊ヤングマガジン2016年No.15                   | 「浅野いにお短編集 ばけものれっちゃん/きのこたけのこ」収録                                                          |
| TEMPEST                                  | 小学館                 | ビッグコミックスペリオール2018年No.17           | 「浅野いにお短編集 ばけものれっちゃん/きのこたけのこ」収録                                                          |
| 1999（What a Wonderful World）           | 小学館                 | 月刊サンデーGX2019年6月号                       | 「素晴らしい世界 新装完全版」収録                                                                                   |
| ラブカ                                   | 講談社                 | 週刊ヤングマガジン2021年No.29                   | 未刊行 |
| TP                                       |                        | 漫画「もしも東京」展（2021年）                  | 「もしも、東京」（小学館）収録                                                                                      |

### 単行・短編・画集
- 世界の終わりと夜明け前（2008年、小学館）
  1. ISBN 978-4-09-182299-4
- Ctrl+T 浅野いにおWORKS（2010年、小学館）
  1. ISBN 978-4-09-179105-4
- Ctrl+T mini 浅野いにおWORKS（2010年、小学館）
  1. ISBN 978-4-09-183577-2
- 素晴らしい世界 浅野いにお初期オリジナル作品集完全版（2010年、小学館） - GX編集部創刊10周年記念作品で、諸事情でディレクターズカットされた未収録作品や付録を収録した「素晴らしい世界」の豪華版。
  1. ISBN 978-4-09-157228-8
- 浅野いにお短編集 ばけものれっちゃん/きのこたけのこ (2018年、小学館)
  1. ISBN 978-4-09-860173-8
- Ctrl+T2 浅野いにおWORK （2018年、小学館）
  1. ISBN 978-4-09-179280-8

### エッセイ
| 題名       | 開始   | 終了   | 出版社   | 初出      | 刊行情報 |
| ---------- | ------ | ------ | -------- | --------- | -------- |
| 漫画家入門 | 2018年 | 2019年 | 筑摩書房 | Webちくま | 全1巻    |

### イラストレーション
- TBSラジオ 文化系トークラジオ Life イメージイラスト
- 樋口直哉 大人ドロップ 表紙イラスト
- クチ・コミ マスコットキャラクターデザイン
- 豊島ミホ 初恋素描帖 イラスト
- 朱川湊人 わくらば日記 表紙イラスト
- アルティシア 草食系男子に恋すれば 表紙イラスト
- 銀杏BOYZ グッズTシャツ デザイン
- 大槻ケンヂ ロコ!思うままに 表紙イラスト
- サンボマスター きみのためにつよくなりたい ジャケットイラスト デザイン
- 秀吉 むだい ジャケットイラスト デザイン
- メレンゲ アポリア ジャケットイラスト デザイン
- でんぱ組.inc シングル「あした地球がこなごなになっても」 ジャケットイラスト[21]
- マイナビ賃貸 CM用描き下ろしイラスト[22]
- 竹宮ゆゆこ 砕け散るところを見せてあげる 表紙イラスト
- Apple Music - ブレイキング：J-ロック
- アース製薬 「6月4日は虫ケア用品の日」 広告イラスト
- ノーモア★ヒーローズ3 NTカムイ ミドリカワミドリ キャラクターデザイン
- Pokémon GO 5周年記念広告イラスト[23]
- デュエル・マスターズ「メンデルスゾーン」カードイラスト[24]
- 小学館「小学館100周年特別ムービー」 劇中作画[25]
- 岩倉文也 透明だった最後の日々へ 表紙イラスト
- 10代アーティスト限定音楽フェス『マイナビ 閃光ライオット2024 produced by SCHOOL OF LOCK!』キービジュアルイラスト[26]
- ano feat. 幾田りら シングル「絶絶絶絶対聖域」ジャケットイラスト[27]
- 幾田りら feat. ano シングル「青春謳歌」ジャケットイラスト[28]

### キャラクター原案
- 「すべてがFになる THE PERFECT INSIDER」[29]

### その他
- でんぱ組.inc シングル「あした地球がこなごなになっても」（2015年）- 作詞
- でんぱ組.inc シングル「おやすみポラリスさよならパラレルワールド」（2018年）- 作詞
- SHISHAMO アルバム『SHISHAMO 7』初回限定盤（2021年）- 収録曲が題材の書き下ろし漫画が付属[30]

## メディア出演
- 情熱大陸（2012年3月18日、MBS制作・TBS系列）
- オトナの!（2013年4月24日、5月1日、8日、TBSテレビ制作）
- 漫道コバヤシ（2014年3月15日、フジテレビONE）
- 浦沢直樹の漫勉（2015年9月18日、NHK　Eテレ） - 『デデデデ』の製作過程を収録した画像を見ながら、浦沢と対談した。取材スタッフの機材を撮影して作品に取り込むという「逆取材」の一幕も見られた。
- Winston（タバコ）CM（喫煙所限定/2017年 - ）
- セブンルール（フジテレビ系列、2020年5月26日）※鳥飼茜の出演回
- ボクらの時代(2023年3月12日)(フジテレビ系列)『零落』監督、主演、原作者の三人が映画論、仕事論からこれまでの生い立ちまでを語り尽くした。

## 関連人物
師匠
- 高橋しん

アシスタント
- 鳥渕佑紀 - 『部屋とユーレイと私』でビッグコミックスピリッツ増刊Casualよりデビュー。
- 佐藤五月 -『妖怪ジャンクション』で 週刊少年サンデーよりデビュー。
- 柏葉ヒロ -『侍フィーバー!』で週刊少年サンデー超よりデビュー。
- 畳ゆか - 『泣いたって画になるね』でやわらかスピリッツよりデビュー。
- 足立和平[31]